# 費興巴赫河 (美因河支流)
49°46′08″N 9°20′23″E / 49.76899°N 9.33963°E

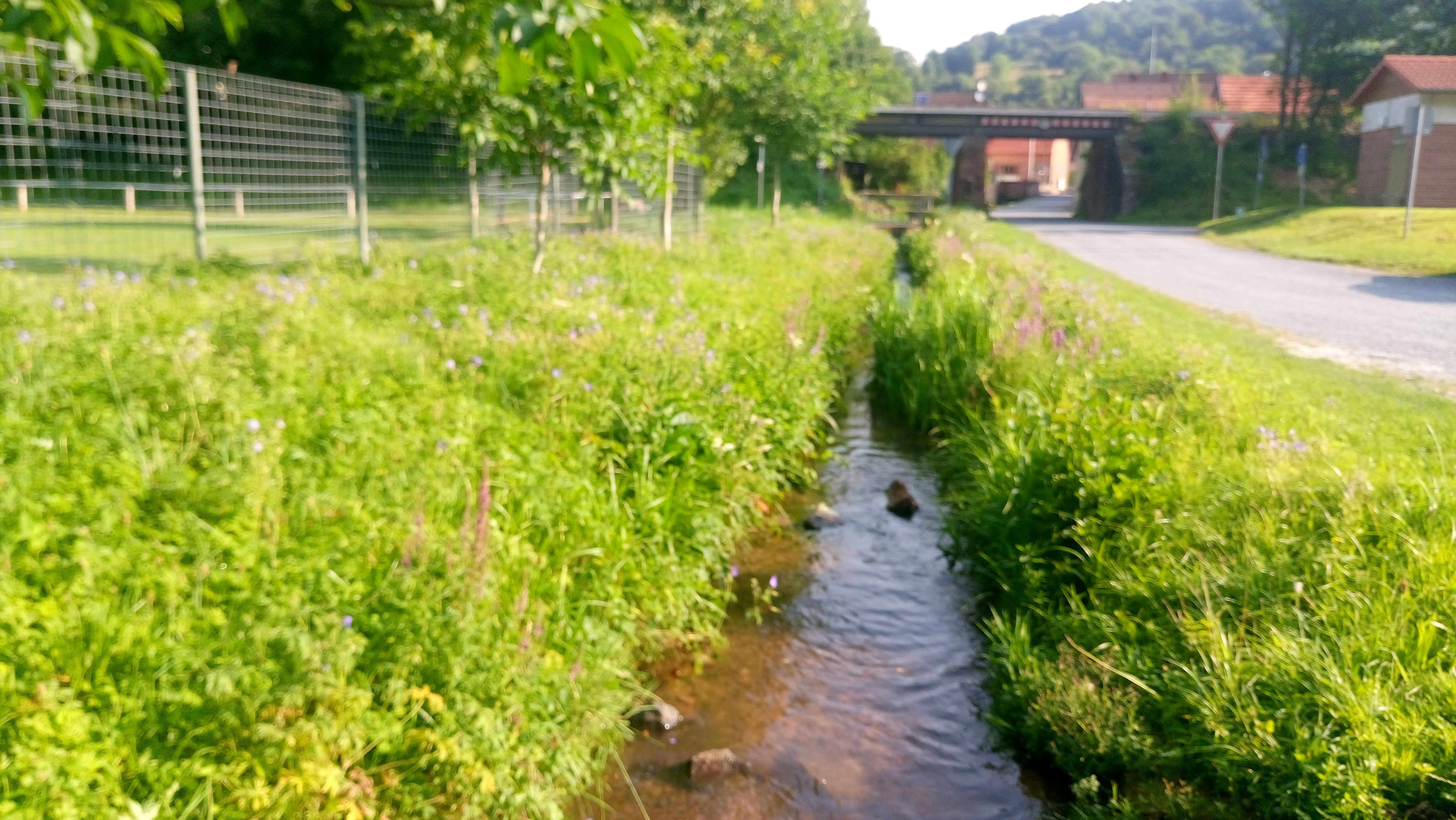

費興巴赫河（德語：Fechenbach），是德國的河流，位於該國東南部，由巴伐利亞負責管轄，屬於美因河的右支流，河道全長4.6公里，流域面積7平方公里。